# Álex Méndez
Álex Méndez Lagunas (Los Ángeles, 6 de septiembre de 2000) es un futbolista estadounidense de ascendencia mexicana. Juega como centrocampista en el FC Juárez de la Liga MX.

## Trayectoria
De ascendencia mexicana, hizo su debut profesional para el Campeonato de la USL en LA Galaxy II en una victoria por 1-0 contra Orange County SC el 3 de agosto de 2017, que se presenta como un suplente en el minuto 34 de Andre Ulrich Zanga.
El 23 de octubre de 2018, Méndez anunció que había firmado un contrato profesional para el club de la Bundesliga, el SC Freiburg.
El 30 de julio se confirmó su fichaje con el Ajax de Ámsterdam para su división de menores por 3 temporadas.

## Selección nacional
Méndez está jugando para el equipo Sub-20 de la Selección Nacional Masculina de Estados Unidos, aunque sigue siendo elegible para Selección Nacional de Fútbol de México.
El 21 de noviembre de 2018, Méndez anotó ambos goles cuando Estados Unidos venció a México 2-0 en el  Campeonato Sub-20 de CONCACAF.
Ha sido internacional con Estados Unidos en las categorías Sub-17 y Sub-20.
También participó con la selección sub-20 de Estados Unidos en el Mundial de Polonia 2019, donde jugó cuatro partidos y llegó hasta los cuartos de final, donde fueron eliminados ante Ecuador.

## Estadísticas
Actualizado al último partido jugado el 28 de enero de 2024.
| LA Galaxy II Estados Unidos                                            | 2.ª           | 2017          | 6   | 0 | ―  | ― | ― | ― | 6   | 0 |
| LA Galaxy II Estados Unidos                                            | 2.ª           | 2018          | 6   | 1 | ―  | ― | ― | ― | 6   | 1 |
| LA Galaxy II Estados Unidos                                            | Total club    | Total club    | 12  | 1 | 0  | 0 | 0 | 0 | 12  | 1 |
| Jong Ajax · Países Bajos                                               | 2.ª           | 2019-20       | 22  | 2 | ―  | ― | ― | ― | 22  | 2 |
| Jong Ajax · Países Bajos                                               | 2.ª           | 2020-21       | 17  | 1 | ―  | ― | ― | ― | 17  | 1 |
| Jong Ajax · Países Bajos                                               | Total club    | Total club    | 39  | 3 | 0  | 0 | 0 | 0 | 39  | 3 |
| FC Vizela Portugal                                                     | 1.ª           | 2021-22       | 27  | 1 | 4  | 2 | ― | ― | 31  | 3 |
| FC Vizela Portugal                                                     | 1.ª           | 2022-23       | 25  | 1 | 3  | 0 | ― | ― | 28  | 1 |
| FC Vizela Portugal                                                     | 1.ª           | 2023-24       | 11  | 0 | 5  | 0 | ― | ― | 16  | 0 |
| FC Vizela Portugal                                                     | Total club    | Total club    | 63  | 2 | 12 | 2 | 0 | 0 | 75  | 4 |
| Total carrera                                                          | Total carrera | Total carrera | 114 | 6 | 12 | 2 | 0 | 0 | 126 | 8 |
| (1)Incluye datos de la Copa de Portugal y Copa de la Liga de Portugal. |               |               |     |   |    |   |   |   |     |   |